# Villmar
Villmar är en kommun och ort i Landkreis Limburg-Weilburg i Regierungsbezirk Gießen i förbundslandet Hessen i Tyskland. Kommunen bildades 31 december 1970 genom en sammanslagning av de tidigare kommunerna Villmar, Falkenbach, Langhecke und Seelbach i den nya kommunen Villmar. Allmenau uppgick i Villmar 1 februari 1971 och Weyer 31 december 1971.